# سائوتزه دی چسانا
سائوتزه دی چسانا (به ایتالیایی: Sauze di Cesana) یک کومونه در ایتالیا است که در استان تورین واقع شده‌است. سائوتزه دی چسانا ۷۷٫۵ کیلومتر مربع مساحت و ۲۵۲ نفر جمعیت دارد و ۱٬۵۶۰ متر بالاتر از سطح دریا واقع شده‌است.